# Peter Freund
Pour les articles homonymes, voir Freund.
Peter George Oliver Freund (né le 7 septembre 1936, à Timişoara, Royaume de Roumanie -  6 mars 2018, à Chicago), est un physicien américain né en Roumanie, professeur émérite de physique théorique  à l'université de Chicago. Il a apporté d'importantes contributions à la physique des particules et à la théorie des cordes. C'est également un écrivain actif.

## Biographie
Peter Freund est né, grandit et fait ses études dans la ville roumaine de Timișoara, capitale de la région de Banat, où sa famille fait partie de la communauté juive. En novembre 1956, après sa participation à une manifestation anti-soviétique, Freund est arrêté par la Securitate, le service de police politique secrète communiste. Il est aligné avec d'autres étudiants entre un mur et une colonne de tanks, en l'espèce un peloton d'exécution armé de blindés, qui, étant donné le confusion qui régnait, n'a pas ouvert le feu.
En 1959, il s'arrange pour quitter la Roumanie. Freund obtient son doctorat (PhD) en physique théorique à l'université de Vienne, avec Walter Thirring comme directeur de thèse. En 1965, Freund prend un poste à l'université de Chicago. Il y habite avec sa femme Lucy, une psychologue clinicienne. Ils ont deux filles, toutes deux mariées : Pauline, juriste à Seattle et Caroline, économiste à Washington.
Il est directeur de thèse de Yongmin Cho.

## Recherches
Freund fait partie des initiateurs de la « dualité à deux composantes » qui impulse ce qui devient par la suite la théorie des cordes. Il est l'un des pionniers de l'unification moderne de la physique en introduisant des dimensions spatiales supplémentaires et trouve les mécanismes par lesquels ces dimensions s'enroulent sur elles-mêmes.
Il produit des contributions significatives, à la théorie des monopôles magnétiques, à la supersymétrie et à la supergravité, aux liens entre la théorie des cordes et la théorie des nombres, de même qu'à la phénoménologie des hadrons.

## Écrivain
Au-delà de sa production de physicien, Freund est l'auteur de l'ouvrage A Passion for Discovery. Au cours des années, en plus de sa production d'articles scientifiques, Freund écrit de courtes histoires, et les publie à partir de 2001. Ses récits apparaissent sur le journal littéraire en ligne Exquisite Corpse (Cadavre exquis) et d'autres journaux.
En plus de ces courts récits, Freund a écrit deux romans, The Fine Underwear of Consciousness et Upside Down, de même que le roman Belonging. Avec son ami d'enfance, le romancier roumain Radu Ciobanu, il a écrit en roumain le livre Dialog peste Atlantic , publié chez Emia en 2006. Ce livre traite de la façon dont deux amis, séparés pendant une cinquantaine d'années, perçoivent le monde, les événements, les arts, la science, et finalement tentent de se retrouver malgré leurs deux vies vécues dans des conditions très différentes : Freund s'est débrouillé pour quitter la Roumanie pour l'Ouest, alors que Radu Ciobanu a vécu en traversant les horreurs de la dictature communiste.
Le livre West of West End, compilation d'histoires courtes, est paru en octobre 2008. Une autre compilation d'histoires courtes, Tales in a Minor Key a été publié en 2012.

## Publications
- P.G.O. Freund, « Finite Energy Sum Rules and Bootstraps (Règles des sommes d'énergie finie et boucles) », Physical Review Letters, vol. 20, no 5,‎ 1968, p. 235–237 (DOI 10.1103/PhysRevLett.20.235, Bibcode 1968PhRvL..20..235F)
- P.G.O. Freund, « Relation Between pi-p, p-p, and anti-p-p Scattering at High Energies (Relations entre les dispersion pi-p, p-p, et anti-p-p à haute énergie) », Physical Review Letters, vol. 15, no 24,‎ 1965, p. 929–930 (DOI 10.1103/PhysRevLett.15.929, Bibcode 1965PhRvL..15..929F)
- P.G.O. Freund, « Topology of Higgs Fields (Topologie des champs de Higgs) », Journal of Mathematical Physics, vol. 16, no 2,‎ 1975, p. 433 (DOI 10.1063/1.522518, Bibcode 1975JMP....16..433A)
- P.G.O. Freund, « Nonabelian Gauge Fields as Nambu-Goldstone Fields (Les champs de jauge non-abéliens comme champs de  Nambu-Goldstone) », Physical Review D, vol. 12, no 6,‎ 1975, p. 1711 (DOI 10.1103/PhysRevD.12.1711, Bibcode 1975PhRvD..12.1711C)
- P.G.O. Freund, « Simple Supersymmetries (Supersymétries simples) », Journal of Mathematical Physics, vol. 17, no 2,‎ 1976, p. 228 (DOI 10.1063/1.522885, Bibcode 1976JMP....17..228F)
- P.G.O. Freund, « Dynamics of Dimensional Reduction (Dynammique de la réduction dimensionnelle) », Physics Letters B, vol. 97, no 2,‎ 1980, p. 233 (DOI 10.1016/0370-2693(80)90590-0, Bibcode 1980PhLB...97..233F)
- P.G.O. Freund, « Kaluza-Klein Cosmologies (Les cosmologies de Kaluza-Klein) », Nuclear Physics B, vol. 209, no 1,‎ 1982, p. 146 (DOI 10.1016/0550-3213(82)90106-7, Bibcode 1982NuPhB.209..146F)
- P.G.O. Freund, « Superstrings from Twenty-six-Dimensions ? (Des supercordes provenant de la vingt-sixième dimension ?) », Physics Letters B, vol. 151, nos 5-6,‎ 1985, p. 387–390 (DOI 10.1016/0370-2693(85)91660-0, Bibcode 1985PhLB..151..387F)
- P.G.O. Freund, « Nonarchimedean String Dynamics (Mécanique des cordes non-archimèdiennes) », Nuclear Physics B, vol. 302, no 3,‎ 1988, p. 365–402 (DOI 10.1016/0550-3213(88)90207-6, Bibcode 1988NuPhB.302..365B)